# Луций Корнелий Лентул Крусцеллион
Лу́ций Корне́лий Ле́нтул Крусцеллио́н (лат. Lucius Cornelius Lentulus Cruscellio; умер после 39 года до н. э.) — древнеримский военный и политический деятель.

## Биография
Крусцеллион приходился родным сыном претору 58 года до н. э. Луцию Корнелию Лентулу, достигшего вершины гражданско-политической карьеры — консульства — в 49 году.
Вероятно, в 44 году до н. э. Крусцеллион был избран претором; заявил, что распределение провинций, произведённое Марком Антонием, недействительно.
В 43 году до н. э. был проскрибирован триумвирами, после чего бежал на Сицилию, где от Секста Помпея получил назначение легатом с полномочиями пропретора. Его жена, Сульпиция, переодевшись в рабыню, бежала из-под приставленной её матерью, Юлией, охраны и присоединилась к мужу.